# Waltzing Matilda
«Waltzing Matilda» (с англ. — «Вальсируя с Матильдой», буквально «Вальсируя Матильду») — австралийская песня, называемая «неофициальным гимном Австралии». В 1977 году официально рассматривалась кандидатом на роль гимна Австралии; на национальном плебисците уступила первенство нынешнему гимну Advance Australia Fair (28,5 % к 43,6 %).

## История
Текст был написан в январе 1895 поэтом Банджо Патерсоном, музыка — Кристиной Макферсон. Текст Патерсона основывается на кельтской народной песне «The Craigelee», которая в свою очередь происходит от шотландской песни «Thou Bonnie Wood O' Craigielea» (музыка Джеймса Барра, 1818, слова Роберта Таннахилла, 1805). Вероятно, толчком к написанию песни послужили забастовки батраков-овцеводов 1891 и 1894 годов и их жестокое подавление. В следующем 1895 году песню впервые исполнил известный австралийский баритон Херберт Рэмси, а в 1899 — Рэмси пел её на официальных приёмах у губернатора Квинсленда.
Первое (газетное) издание текста песни датировано 1902 годом, нотной записи «Матильды» — 1903.
«Официального» текста не существует, в разных изданиях возможны вариации в расстановке припева и выборе слов-австрализмов. Наиболее существенное изменение первоначального текста произошло в 1903 году, когда чайная компания «Billy Tea» приобрела права на использование песни в своей рекламе. Коммерсанты заменили авторский финал песни, в котором персонаж буквально умирает (Drowning himself by the Coolibah tree — утопив себя под эвкалиптовым деревом), на «почти открытый» финал (You’ll never catch me alive — Меня вы живым не возьмёте). Именно такая версия наиболее часто исполняется в наши дни.

## Сюжет
Сюжет баллады прост, но из-за насыщенности текста австрализмами трудно воспринимается иностранцами при прослушивании с первого раза. Матильда, упоминаемая в каждом куплете — не женщина, а заплечный мешок безработного бродяги. «Танцы с Матильдой» — путешествия с узелком, бьющим по спине на каждом шагу. Во время войн и сражений, в которых принимала участие Австралия, также Матильдой называли свернутую шинель, повешенную через плечо.
По сюжету бродяга (свагмен) присел отдохнуть под эвкалиптовым деревом (Coolibah tree) у стоячего озерца (billabong). Развёл костёр, поставил чайник (billy, консервная банка для кипячения воды). Поймал барашка (jumbuck), запихал его в мешок (tucker bag). Но тут пришёл скотовод (squatter) c полицией. Бродяга ответил: «Меня вы живым не возьмёте» (в тексте Питерсена — буквально утопился в озерце) … с тех пор его призрак ходит вокруг озерца с мёртвой водой.

## Современность
В 1990 году в городке Кайнуна (штат Квинсленд, Австралия) открылся Музей «Матильды». В нём, среди прочего, выставлена рукопись Кристины Макферсон с нотной записью песни; вторая рукопись хранится в Национальной библиотеке Австралии.

## В кинематографе
Мелодия песни выбрана в качестве темы фильма Стэнли Крамера «На берегу», действие которого происходит в Австралии.
В сериале «Заветная долина» тема звучит в заставке.